# 醒修宮
臺中醒修宮，是一座主祀關聖帝君的廟宇，位於臺灣臺中市南區，是南臺中地區具名氣的大廟宇之一。

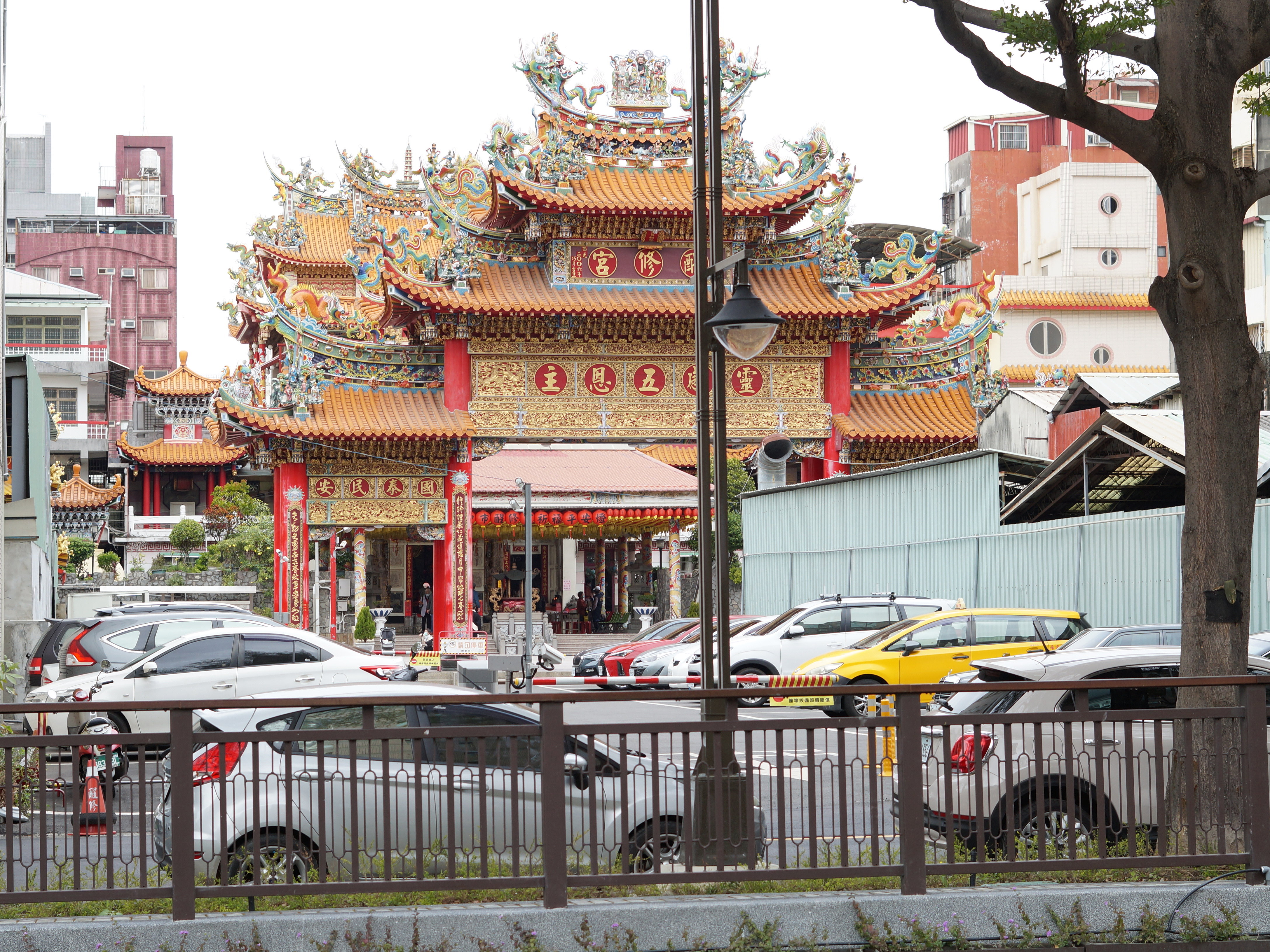
醒修宮

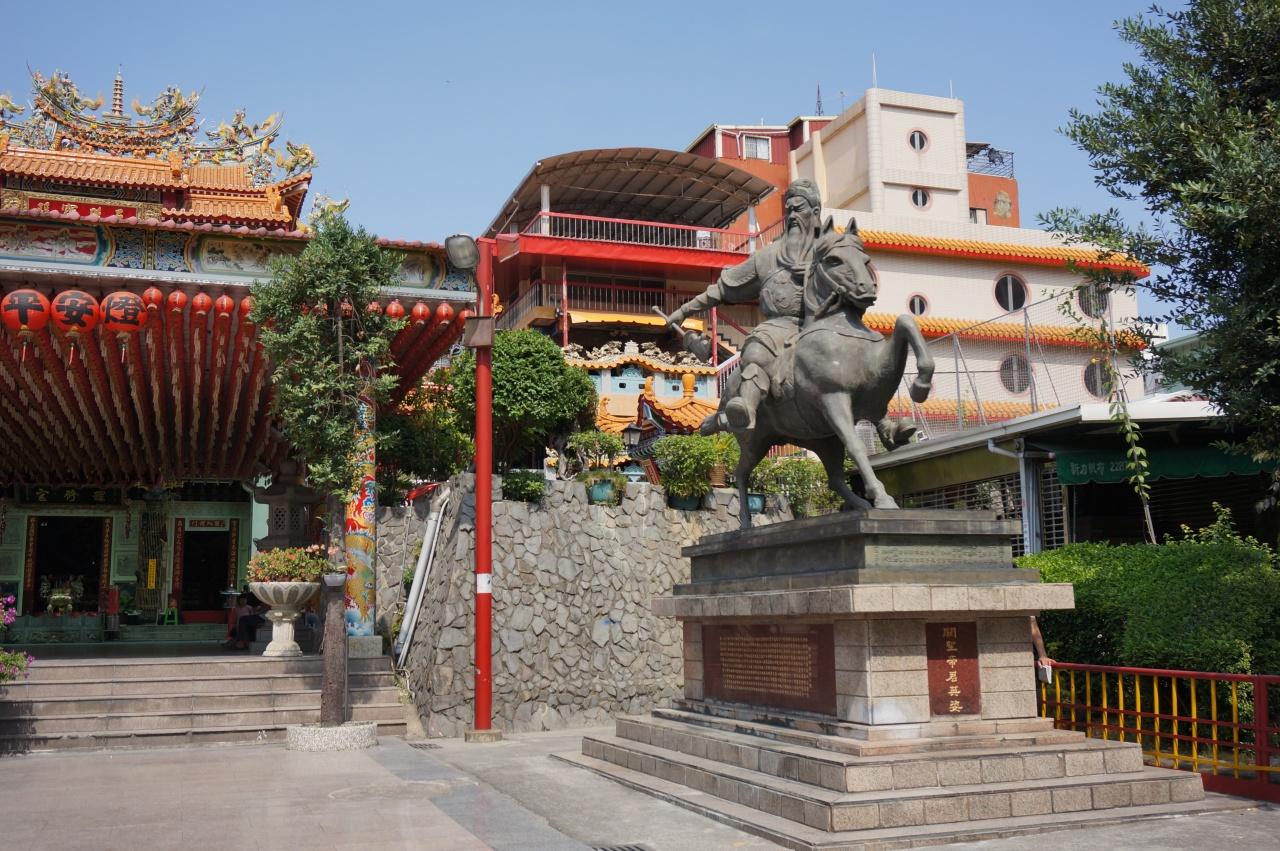
醒修宮前「關聖帝君英姿」石像

## 常年舉辦的節日慶典（農曆）
- 國曆元旦:安座紀念日
- 正月初一至初五:朝真禮拜祈新年福
- 正月初九日:玉皇上帝 萬壽
- 正月十一日前:安奉太歲星君祈安禮斗法會
- 正月十三日:關聖帝君 飛昇紀念日
- 二月初二日:福德正神 千秋
- 二月初三日:文昌帝君 聖誕
- 二月十五日:岳武穆王千秋，太上老君 萬壽
- 二月十九日:觀世音菩薩 聖誕
- 三月初三日:玄天上帝 聖誕
- 三月二十八日:東嶽大帝 聖誕
- 四月十四日:孚佑帝君 聖誕
- 五月十三日:關平太子 千秋
- 六月十五日:城隍尊神 千秋
- 六月十六日:王天君 千秋
- 六月十九日:觀音菩薩 成道紀念日
- 六月二十二至二十四日:關聖帝君聖誕，祈福禮斗法會
- 七月十八日:王母娘娘 聖誕
- 七月十九日:太歲星君 千秋
- 七月二十八日:地藏菩薩佛誕 普渡法會
- 八月初三日:司命真君 聖誕
- 九月初九日:斗姥星君 聖誕
- 九月十九日:觀世音菩薩出家紀念
- 國曆九月二十八日:孔聖先師 聖誕
- 十二月十六日:福德正神 千秋
- 十二月二十三日前:懹災圓滿謝斗法會

## 奉祀神祇
- 奉祀主神：關聖帝君
- 配祀神明：
  - 地藏菩薩
  - 孚佑帝君
  - 玄天上帝
  - 司命真君
  - 岳武穆王
  - 文昌帝君
  - 太上道君
  - 大成至聖先師
  - 觀音大士
  - 南斗星君
  - 五文昌星君
  - 五路財神
  - 斗姥天尊等眾仙佛神聖等上百尊。

## 周邊景點
依近到遠排列
- 臺中林氏宗祠
- 文化部文化資產園區(臺中舊酒廠)
- 綠川
- 台中第三市場(民意街觀光市場)
- 忠孝路夜市
- 國立公共資訊圖書館
- 台中城隍廟
- 國立中興大學
- 江氏祠堂

## 外部連結
- 台中醒修宮 （页面存档备份，存于）